# كأس إيطاليا 1941–42
كأس إيطاليا 1941–42 (بالإيطالية: Coppa Italia 1941-1942) هو الموسم 9 من كأس إيطاليا. أقيم خلال الفترة 5 أكتوبر 1941 وحتى 28 يونيو 1942، وأشرف على تنظيمه Lega Nazionale Professionisti ‏، وكان عدد الأندية المشاركة فيه 34، وفاز فيه يوفنتوس.